# Laurențiu Corbu
Laurențiu Nicolae Corbu (* 10. Mai 1994 in Râncăciov) ist ein rumänischer Fußballspieler.

## Karriere
Laurențiu Corbu begann seine Karriere beim ACS Urban Titu. Im Jahr 2015 wechselte er zu Dinamo Bukarest. In seinem ersten Jahr in Bukarest erreichte er mit dem Verein das Pokalfinale, das gegen CFR Cluj im Elfmeterschießen gewonnen wurde. In der Liga absolvierte er zwei Spiele in der Saison 2015/16. Mit Dinamo gewann er 2017 den Rumänischen Ligapokal. In der gesamten Spielzeit kam er nur einmal in der Liga über 90 Minuten gegen Universitatea Craiova zum Einsatz. Danach stand Corbu in den folgenden Spielzeiten häufiger im Aufgebot. Im Januar 2019 wurde er gemeinsam mit Mihai Popescu an den schottischen Erstligisten FC St. Mirren verliehen.